# Ministeriet for Fødevarer, Landbrug og Fiskeri
Ministeriet for Fødevarer, Landbrug og Fiskeri, populært kendt som Fødevareministeriet, er et dansk ministerium, der blev skabt gennem en sammenlægning af Landbrugsministeriet og Fiskeriministeriet i 1996 i forbindelse med dannelsen af Regeringen Poul Nyrup Rasmussen III. Henrik Dam Kristensen (S) blev Danmarks første fødevareminister.

## Historie
Frem til oprettelsen af Landbrugsministeriet den 22. maj 1896 blev både landbrugets og fiskeriets anliggender varetaget af Indenrigsministeriet. Med Landbrugsministeriets etablering blev begge erhvervs interesser varetaget hér, med undtagelse af en kort pause i perioden 1929-35, hvor Landbrugsministeriets Fiskeridirektorat var overflyttet til et nyt ministerium for søfart og fiskeri.
I 1935 blev Fiskeridirektoratet igen henlagt under Landbrugsministeriet, der fik navnet Ministeriet for Landbrug og Fiskeri og her lå varetagelsen af fiskeriets interesser indtil den 13. november 1947, hvor Fiskeriministeriet blev oprettet som selvstændigt ministerium.
De to ministerier fungerede uafhængigt af hinanden indtil den 27. september 1994, hvor de to ministerier blev lagt sammen til Landbrugs- og Fiskeriministeriet. Den organisatoriske sammenlægning af Landbrugsministeriet og Fiskeriministeriets sagsområder blev effektueret den 1. januar 1995.
Ministeriet for Fødevarer, Landbrug og Fiskeri (Fødevareministeriet) blev oprettet d. 30. december 1996. I den forbindelse blev Levnedsmiddelstyrelsen, der indtil da fungerede under Sundhedsministeriet, lagt ind under det nye Fødevareministerium, og ændrede navn til Fødevaredirektoratet.
Med etableringen af Fødevareministeriet blev ansvaret for fødevareadministrationen og fødevarekontrollen samlet i et enkelt ministerium med henblik på en enstrenget, fleksibel og koordineret struktur.
2. august 2004 blev Ministeriet for Familie- og Forbrugeranliggender oprettet. De dele af Fødevareministeriets område, der blev varetaget af Veterinær- og Fødevaredirektoratet (herefter Fødevarestyrelsen) samt Danmarks Fødevare- og Veterinærforskning (herefter Danmarks Fødevareforskning) blev overflyttet til det nye ministerium.
I forbindelse med universitetsreformen, der trådte i kraft 1. januar 2007, blev to forskningsinstitutioner, der indtil da var en del af Fødevareministeriet, fusioneret med universiteterne. Danmarks Fiskeriundersøgelser blev fusioneret med Danmarks Tekniske Universitet og Danmarks Jordbrugsforskning blev fusioneret med Aarhus Universitet til Det Jordbrugsvidenskabelige Fakultet.
23. november 2007 blev ministeriet for Familie- og Forbrugeranliggender nedlagt, og Fødevarestyrelsen med tilhørende opgaver er igen en del af Fødevareministeriet. Ansvaret for fødevareadministrationen, fødevarekontrollen og veterinærkontrollen er dermed samlet i Fødevareministeriet.
I forbindelse med regeringen Lars Løkke Rasmussen II's tiltræden 28. Juni 2015, blev Fødevareministeriet lagt sammen med Miljøministeriet under Miljø- og fødevareminister Eva Kjer Hansen (V). Eva Kjer blev 29. februar afløst af uddannelses- og forskningsminister Esben Lunde Larsen (V), efter at hun trak sig fra ministerposten som følge af den såkaldte "Gyllegate" omhandlende Landbrugspakken, hvor et flertal i Folketinget bestående af rød blok samt Det Konservative Folkeparti udtrykte mistillid til hende.
Ved Regeringen Mette Frederiksens tiltræden i 2019 blev Mogens Jensen Minister for fødevarer, fiskeri og ligestilling. Under Minksagen i 2020 måtte Mogens Jensen træde tilbage som minister, og ifm. ministerskiftet 19. november 2020 blev det offentliggjort, at Miljø- og Fødevareministeriet igen blev splittet op i Miljøministeriet og Ministeriet for Fødevarer, Landbrug og Fiskeri. Rasmus Prehn blev ny Minister for Fødevarer, Landbrug og Fiskeri.